# Igor Jewgenjewitsch Tamm

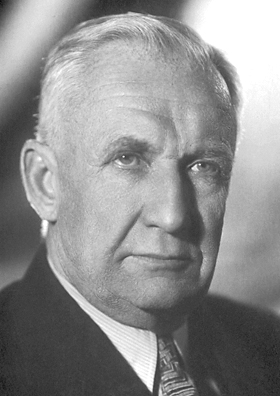
Igor Tamm, 1958

Igor Jewgenjewitsch Tamm (russisch И́горь Евге́ньевич Тамм, wiss. Transliteration Igor' Evgen'evič Tamm; * 26. Junijul. / 8. Juli 1895greg. in Wladiwostok; † 12. April 1971 in Moskau) war ein sowjetischer Physiker.
Tamm erhielt 1958 zusammen mit Pawel Tscherenkow und Ilja Frank den Physik-Nobelpreis „für die Entdeckung und Interpretation des Tscherenkow-Effekts“. Er ist außerdem, gemeinsam mit Andrei Sacharow, bekannt für die Entwicklung des Tokamak-Prinzips.

## Leben
Tamm war der Sohn von Jewgeni Tamm, einem Ingenieur russlanddeutscher Herkunft, und Olga Dawydowa. Er besuchte das Gymnasium in Jelisawetgrad in der Ukraine. Er studierte 1913/14 zusammen mit seinem Schulfreund Boris Hessen an der Universität Edinburgh und danach an der Lomonossow-Universität in Moskau, die er 1918 mit dem Physik-Diplom abschloss.
Er lehrte danach an Universitäten auf der Krim und der Lomonossow-Universität, an Polytechniken und Physikingenieur-Instituten sowie an der Kommunistischen Swerdlow-Universität. Tamm erwarb den russischen Doktorgrad (entspricht der Habilitation) unter Leonid Mandelstam, mit dem er bis zu dessen Tod 1944 eng zusammenarbeitete. 1928 war er kurz zu einem Auslandsaufenthalt bei Paul Ehrenfest in Leiden. Ab 1934 war er Leiter der Theorie-Abteilung des Lebedew-Institut für Physik der Akademie der Wissenschaften der Sowjetunion, dem FIAN.
In den 1930er Jahren verlor er wie auch Mandelstam aufgrund von Kampagnen gegen die moderne Physik vorübergehend seinen Lehrstuhl. Sein begabter Schüler Semjon Schubin fiel 1938 dem stalinistischen Terror zum Opfer.
Tamm war ein herausragender theoretischer Physiker und Gründer einer einflussreichen sowjetischen Schule der theoretischen Physik. Er beschäftigte sich z. B. mit Kristalloptik bzw. Festkörper-Optik, der Quantenmechanik (1945 entwickelte er die Tamm-Dancoff-Näherung), der Quantenfeldtheorie sowie Physik der Elementarteilchen, die damals anhand kosmischer Strahlung untersucht wurde und für deren Nachweis der von ihm theoretisch untersuchte Tscherenkow-Effekt von fundamentaler Bedeutung werden sollte. Gemeinsam mit Andrei Sacharow ging Tamm in die Wissenschaftsgeschichte für die Entdeckung des Tokamak-Prinzips ein, das den magnetischen Einschluss von Plasma in einem Fusionsreaktor beschreibt und die Basis für die meisten Arbeiten zur Energiegewinnung durch Kernfusion ist. Die Idee dazu hatten sie bereits 1950. In diesem Jahr zog Tamm als Leiter einer Arbeitsgruppe, die theoretische Konzepte für die erste sowjetische Wasserstoffbombe untersuchen sollte, in eine geheime Forschungsanlage in Sarow. Sacharow war Mitglied seines Teams, nach seinem Konzept wurde die erste sowjetische Wasserstoffbombe entwickelt, die dann 1953 getestet wurde. Nach dem Test 1953 ging Tamm wieder ans FIAN zurück.
1944 wurde seine Bewerbung (trotz zehnjähriger erfolgreicher Lehrtätigkeit und seines hohen Ansehens als Akademiemitglied) auf den Lehrstuhl der theoretischen Physik der Lomonossow-Universität (MGU) abgelehnt, und ab Ende der 1940er konnte er eine Zeitlang nicht an der Lomonossow-Universität unterrichten. Das stand in Zusammenhang mit einem Machtkampf der Universitätsphysiker mit den Akademiephysikern, worunter auch die Mandelstam-Schule fiel. Die Akademiephysiker bekamen aber nach Stalins Tod 1953 wieder die Oberhand, nachdem viele von ihnen sich im sowjetischen Atombombenprojekt hervorgetan hatten. Auch Tamm konnte wieder (wie Landau) an der Lomonossow-Universität lehren.
Die zahlreichen Preise und Auszeichnungen, die seine wissenschaftlichen Arbeiten begleiteten, wurden gekrönt vom Nobelpreis für Physik, den Tamm 1958 zusammen mit Pawel Alexejewitsch Tscherenkow und Ilja Michailowitsch Frank „für die Entdeckung und Interpretation des Tscherenkow-Effekts“ erhielt. Bereits 1946 hatte er mit Frank, Tscherenkow und Sergei Iwanowitsch Wawilow den Stalinpreis (Staatspreis der UdSSR) erhalten. 1954 hatte er mit Sacharow und Kurtschatow nochmals den Staatspreis der UdSSR erhalten. 1933 wurde er korrespondierendes und 1953 Vollmitglied der Akademie der Wissenschaften der UdSSR. Er war Held der sozialistischen Arbeit, Mitglied der Polnischen Akademie der Wissenschaften, der American Academy of Arts and Sciences (1961), der Schwedischen Physikalischen Gesellschaft sowie der Deutschen Akademie der Naturforscher Leopoldina. 1967 erhielt er die Lomonossow-Goldmedaille.
Ihm zu Ehren ist der Tamm-Preis in theoretischer Physik der Russischen Akademie der Wissenschaften benannt, der seit 1980 vergeben wird. Auch der Mondkrater Tamm ist nach ihm benannt.
Sein Sohn Jewgeni (1926–2008) war ein bekannter Physiker und Bergsteiger.

## Schriften
- Relativistische Wechselwirkung der Elementarteilchen, 1935 (russisch)
- Über das magnetische Moment des Neutrons, 1938 (russisch)
- Ginzburg (Herausgeber): Gesammelte Werke. 2 Bände, Nauka, 1975 (russisch)
- B. M. Bolotovskii, V. Ya. Frenkel (Hrsg.): I. E. Tamm. Selected Papers, Springer Verlag 1991